# Томсон (Џорџија)
Томсон (Џорџија) (енгл. Thomson) град је у америчкој савезној држави Џорџија. По попису становништва из 2010. у њему је живело 6.778 становника.

## Демографија
Према попису становништва из 2010. у граду је живело 6.778 становника, што је 50 (0,7%) становника мање него 2000. године.
| Група             | 2000.         | 2010.         |
| Белци             | 2.862 (41,9%) | 2.323 (34,3%) |
| Афроамериканци    | 3.843 (56,3%) | 4.248 (62,7%) |
| Азијати           | 19 (0,3%)     | 22 (0,3%)     |
| Хиспаноамериканци | 87 (1,3%)     | 103 (1,5%)    |
| Укупно            | 6.828         | 6.778         |